# Calisto tenebrosa
Calisto tenebrosa är en fjärilsart som beskrevs av Gustav Weymer 1911. Calisto tenebrosa ingår i släktet Calisto och familjen praktfjärilar. Inga underarter finns listade i Catalogue of Life.